# John Mica
John L. Mica, född 27 januari 1943 i Binghamton, New York, är en amerikansk republikansk politiker. Han representerade delstaten Floridas sjunde distrikt i USA:s representanthus 1993–2017. Han är av italiensk härkomst. Brodern Daniel A. Mica var kongressledamot 1979–1989.
Mica avlade 1967 kandidatexamen vid University of Florida. Han var medarbetare åt senator Paula Hawkins 1981–1985. Mica blev invald i representanthuset i kongressvalet 1992.